# Raión de Petropavlivka
Raión de Petropavlivka (en ucraniano: Петропавлівський район) es un antiguo raión o distrito de Ucrania en el óblast de Dnipropetrovsk. Comprende una superficie de 1248 km². La capital fue la ciudad de Petropavlivka.

## Demografía
Según estimación 2010 contaba con una población total de 28795 habitantes.

## Otros datos
El código KOATUU es 1223800000. El código postal es 52700 y el prefijo telefónico es +380 5631.